# 土佐新莊站
土佐新莊站（日语：／ Tosa-shinjō eki */?）是一位於日本高知縣須崎市西町二丁目、隸屬於四國旅客鐵道（JR四國）的鐵路車站。車站編號為K20。
由於其發音與山形縣新市的新站相同，雖然採用了不同的漢字，但最終仍然在站名前冠以令制國「土佐」以茲區別。

## 車站構造
車站採用簡易車站模式運作。過往曾經設有木建站舍，但現時與鄰站安和站一樣已經被拆走，只保留月台上的簡易式的候車亭。站外另設有簡易式男、女共用式洗手間一座。車站入口即設於洗手間後方。
2017年，作為車站美化的一部份，須崎市與JR四國合作，把候車亭翻新，並加入了須崎市的吉祥物「新莊君」以及JR四國的吉祥物「微笑車站君」（すまいるえきちゃん）和Leccia君（れっちゃくん）的圖像，就連站牌及站外的洗手間指示牌亦加上了新莊君的圖案。工程於8月尾起展開，9月6日完成。

### 月台配置

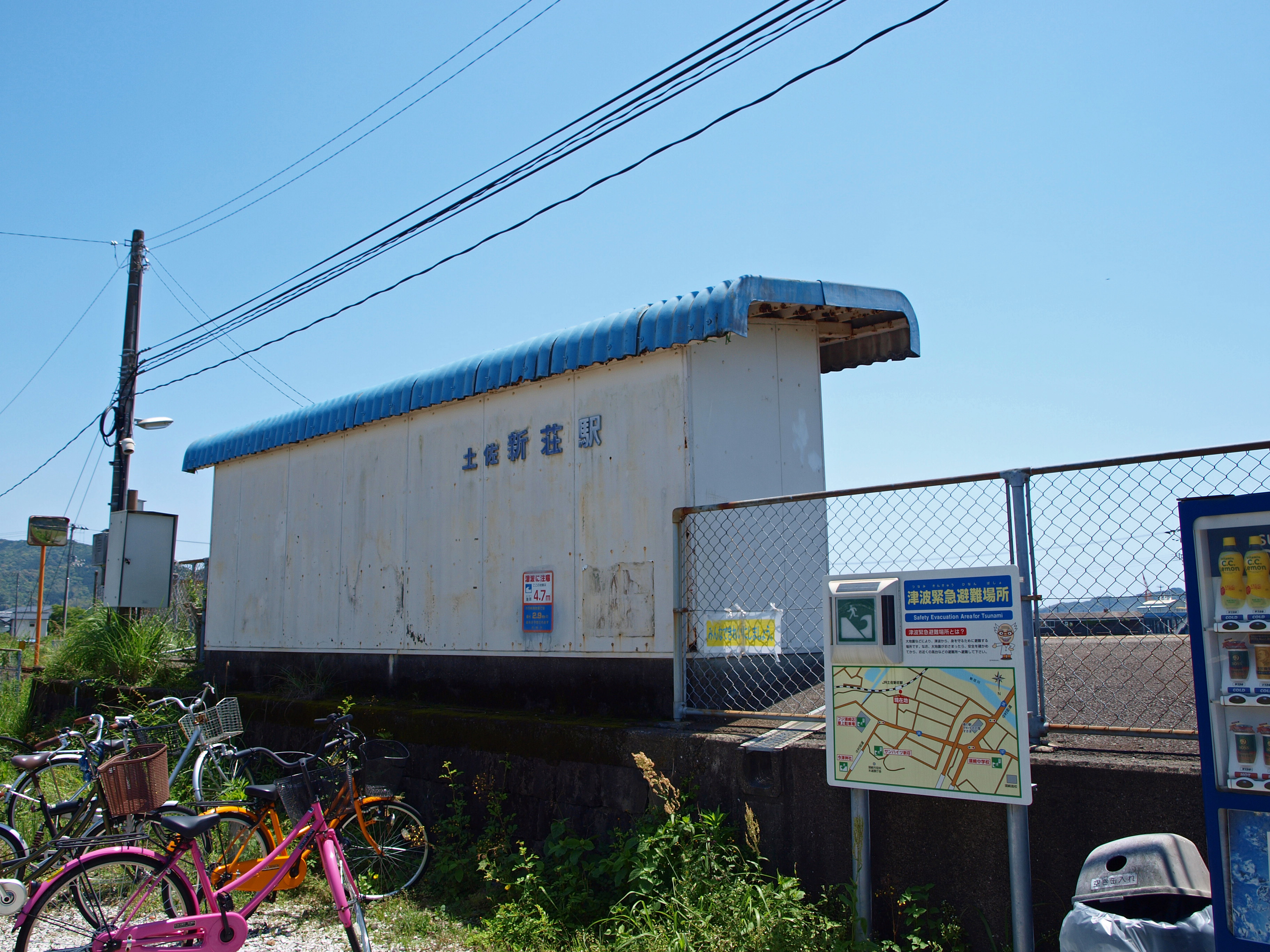
未翻新前於站外近攝簡易候車亭。

只設有側式月台1個的1面1線設計，為列車不能交換路段，出入口設於月台末端近須崎方向。有效長度非常短，只有2輛。現時只停靠普通列車。上行5班列車中，除了1班是以須崎站為止外；其餘的都以高知站為止。下行亦有5班列車，全部以窪川站為終點。列車靠站時，下行往窪川為右側開門；上行往高知方向為左側開門。
| 路線    | 方向     | 目的地         |
| ------- | -------- | -------------- |
| ■土讚線 | （下行） | 窪川方向       |
| ■土讚線 | （上行） | 須崎、高知方向 |

## 歷史
- 1939年11月15日：開業。
- 1970年10月1日：無人化，改為簡易委託站。
- 1987年4月1日：日本國鐵分割民營化，車站的營運由JR四國繼承。
- 2017年：

- 8月：翻新工程展開。
- 9月6日：完成。

## 相鄰車站
四國旅客鐵道（JR四國）
■土讚線
■特急「足摺」、「四萬十」1號
通過
■普通
須崎（K19）－土佐新莊（K20）－安和（K21）

## 外部連結
- JR四國土佐新莊站時間表 （页面存档备份，存于）
- 四國遍路土佐新莊站介紹。 （页面存档备份，存于）
- 琴平巴士株式會社有關土佐新莊站介紹。 （页面存档备份，存于）